# The Man with the Twisted Lip
Pour plus de détails, voir Fiche technique et Distribution.
The Man with the Twisted Lip est un film britannique réalisé par Maurice Elvey, sorti en 1921.

## Fiche technique
- Titre original : The Man with the Twisted Lip
- Réalisation : Maurice Elvey
- Scénario : William J. Elliott, d'après la nouvelle L'Homme à la lèvre tordue d'Arthur Conan Doyle
- Direction artistique : Walter W. Murton
- Photographie : Germain Burger
- Montage : Leslie Britain
- Société de production : Stoll Picture Productions
- Société de distribution : Stoll Picture Productions
- Pays de production :  Royaume-Uni
- Langue originale : anglais
- Format : noir et blanc — 35 mm — 1,37:1 — Film muet
- Genre : Film policier
- Durée : trois bobines
- Date de sortie :
  - Royaume-Uni :avril 1921

## Distribution
- Eille Norwood : Sherlock Holmes
- Hubert Willis : Docteur Watson
- Madame d'Esterre : Mme Hudson
- Robert Vallis : Neville St. Clair
- Paulette del Baze : Nellie St. Clair